# Peter Hunt (réalisateur)
Pour les articles homonymes, voir Peter Hunt et Hunt.
Peter Roger Hunt est un réalisateur, producteur, monteur et acteur britannique, né le 11 mars 1925 à Londres et mort le 14 août 2002 à Santa Monica en Californie.

## Biographie
Étudiant aux universités de Londres et de Rome, en musique et en histoire de l'art, il devient un clapper-boy aux studios de Denham en 1947. Il devient par la suite monteur et à ce titre, est impliqué dans la préparation du premier film de la série James Bond, James Bond 007 contre Dr. No (1962). Pour ce film, Hunt développe une technique de montage qu'il a appelé crash cutting. Hunt participe au montage des quatre films subséquents de la série, dont Bons Baisers de Russie en  1963 et Goldfinger en 1964.
Il passe à la mise-en-scène avec le sixième James Bond, Au service secret de Sa Majesté en 1969, le seul film de la série dans lequel George Lazenby tient le rôle du célèbre agent secret. Par la suite, Hunt réalise plusieurs longs-métrages, presque tous des films d'action ou d'aventures : Gold, avec Roger Moore ; Parole d'homme avec Moore et Lee Marvin, Chasse à mort avec Charles Bronson et Lee Marvin. On lui doit aussi Les Oies sauvages 2 en 1985.
Il a adopté un fils, Nicholas Kourtis.

## Filmographie

### Réalisateur

#### Cinéma
- 1969 : Au service secret de Sa Majesté (On Her Majesty's Secret Service)
- 1974 : Gold
- 1976 : Parole d'homme (Shout at the Devil)
- 1977 : Le Merveilleux Voyage de Gulliver (en) (Gulliver's Travels)
- 1980 : Le lion sort ses griffes (Rough Cut)
- 1981 : Chasse à mort (Death Hunt)
- 1985 : Les Oies sauvages 2 (Wild Geese II)
- 1986 : Hyper Sapien: People from Another Star
- 1987 : Protection rapprochée (Assassination)

#### Télévision
- 1971 : Amicalement vôtre (The Persuaders!) - épisode Chain of Events – série
- 1972 : Shirley's World - épisode Always Leave Them Laughing – série
- 1978 : The Beasts Are on the Streets
- 1983 : Philip Marlowe, détective privé (Philip Marlowe, Private Eye) - épisodes Smart Aleck Kill et The Pencil – série
- 1984 : Les Derniers Jours de Pompéi (The Last Days of Pompeii) - Partie 1, 2 et 3 - mini-série
- 1991 : Eyes of a Witness

### Acteur

#### Cinéma
- 1955 : Touch and Go (en), de Michael Truman
- 1960 : Les Mains d'Orlac (The Hands of Orlac) d'Edmond T. Gréville
- 1969 : Au service secret de Sa Majesté (On Her Majesty's Secret Service)

#### Télévision
- 1961 : Deadline Midnight - épisode Take Over – série
- 1954 : The Six Proud Walkers - épisode  The Twelve Apostles - série

### Producteur
- 1957 : Salute to Show Business